# 80. vestlige længdekreds
Den 80. vestlige længdekreds (eller 80 grader vestlig længde) er en længdekreds, der ligger 80 grader vest for nulmeridianen. Den løber gennem Ishavet, Nordamerika, Atlanterhavet, Caribien, Mellemamerika, Sydamerika, Stillehavet, det Sydlige Ishav og Antarktis.